# Albatrossia pectoralis
Albatrossia pectoralis är en fiskart som först beskrevs av Gilbert 1892.  Albatrossia pectoralis ingår i släktet Albatrossia och familjen skolästfiskar. Inga underarter finns listade i Catalogue of Life.

## Bildgalleri

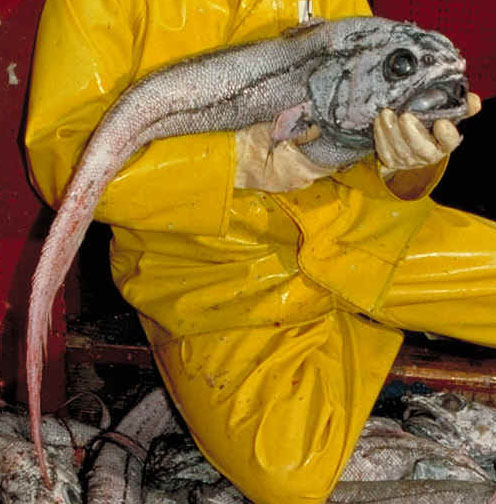
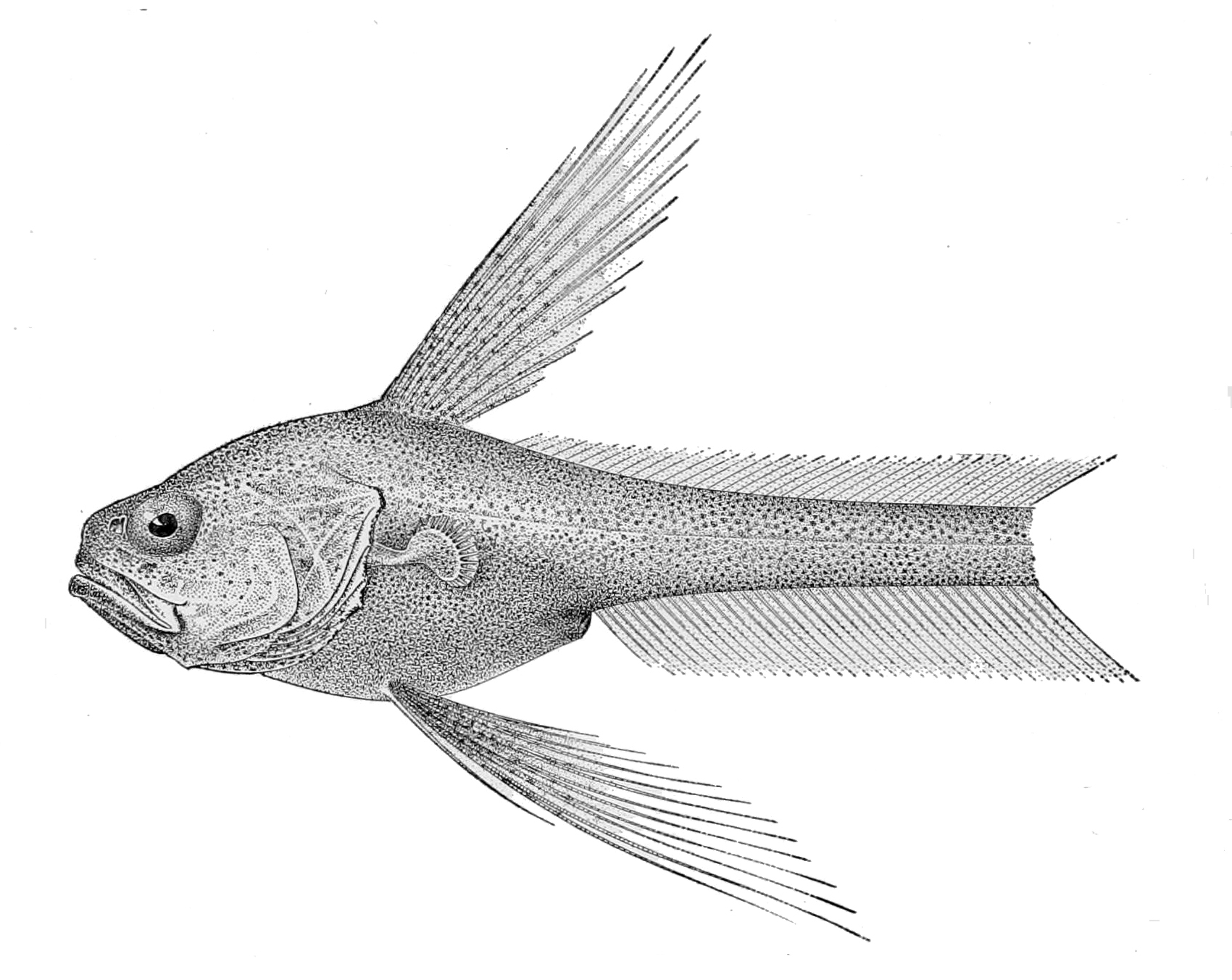